# Фултон (Арканзас)
Фултон (енгл. Fulton) град је у америчкој савезној држави Арканзас.

## Демографија
По попису из 2010. године број становника је 201, што је 44 (-18,0%) становника мање него 2000. године.
| Група             | 2000.       | 2010.       |
| Белци             | 134 (54,7%) | 114 (56,7%) |
| Афроамериканци    | 106 (43,3%) | 79 (39,3%)  |
| Азијати           | 0 (0,0%)    | 0 (0,0%)    |
| Хиспаноамериканци | 4 (1,6%)    | 4 (2,0%)    |
| Укупно            | 245         | 201         |